# Zeugma (città)
Zeugma fu una città fondata intorno all'anno 300 a.C. da Seleuco Nicatore, generale di Alessandro Magno, sulla riva destra dell'Eufrate, in una posizione che ora fa parte della provincia di Gaziantep, in Turchia.

## Storia

### Epoca seleucide
Con il nome Zeugma i greci chiamavano il ponte di barche che univa in quel luogo le due sponde dell'Eufrate (zeugma in greco antico significa unione, legame). La città nacque per unire due insediamenti precedenti che si trovavano sulle rive opposte del fiume, Seleucia allo Zeugma e Apamea allo Zeugma. Per brevità a Seleucia rimase solo il nome di Zeugma.
In virtù dell'importanza strategica e commerciale, nel corso della storia la città è passata di mano numerose volte. Venne prima conquistata dai Romani, poi dai Persiani, dai crociati e infine dagli arabi.
Parte delle rovine dell'antica città sono andate perdute nel 2000, in quell'anno la zona più vicina al fiume è stata allagata in seguito alla costruzione di una diga sull'Eufrate. Nei mesi precedenti all'allagamento, archeologi da tutto il mondo sono accorsi per collaborare al salvataggio di parte dei reperti. La città di Zeugma è inserita nel patrimonio dell'Unesco ed è stato aperto un museo  per conservare i reperti.
All'inizio del 2019 è stato scoperto un mosaico di epoca greca (fonte, video)

### Epoca romana

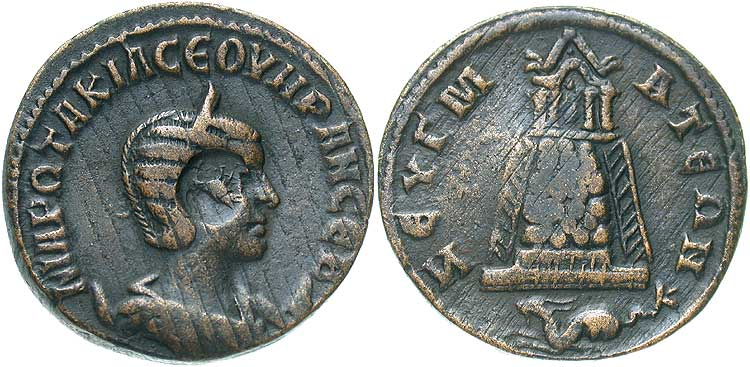
Moneta dell'imperatore romano Filippo l'Arabo recante l'effigie di sua moglie, Otacilia Severa e, al rovescio, un tempio di Zeugma sorvegliato dal capricorno, simbolo della Legio IIII Scythica.

In epoca romana, la Legio IIII Scythica ebbe qui il proprio campo. Per circa due secoli, la città fu residenza di ufficiali e funzionari d'alto rango dell'Impero romano, che vi portarono le proprie influenze culturali e il proprio stile di vita sofisticato. In particolare ebbe molto impulso la scultura funeraria: esemplari di elevata bellezza sono le stele, i rilievi sulle rocce, le statue e gli altari della città. In questo ambito, il predominio artistico di Zeugma si fece sentire su tutta l'area circostante.
Il giro d'affari legato alla presenza della legione romana permise a Zeugma di diventare molto ricca, grazie al ponte di legno che, attraversando l'Eufrate, congiungeva Zeugma ad Apamea; gli scavi moderni hanno rivelato che vi era un consistente traffico commerciale che legava le due sponde del fiume. 
A Zeugma venne assassinato Diadumediano, figlio dell'imperatore Macrino, durante le lotte per la successione da Caracalla. 
Nel tardo impero fu sede di una diocesi.

## Scavi archeologici
Una serie di scavi archeologici in località Iskele üstü hanno portato alla luce 65000 sigilli di argilla (bullae), ritrovati in quello che si ritiene essere l'archivio delle merci dell'antica Zeugma. Questi sigilli, utilizzati per vidimare papiri, pergamene, borse del denaro e contenitori per merci, sono un buon indicatore del volume commerciale e della densità dei trasporti e delle comunicazioni all'epoca esistenti nella regione.

## Mosaici di epoca romana (galleria fotografica)

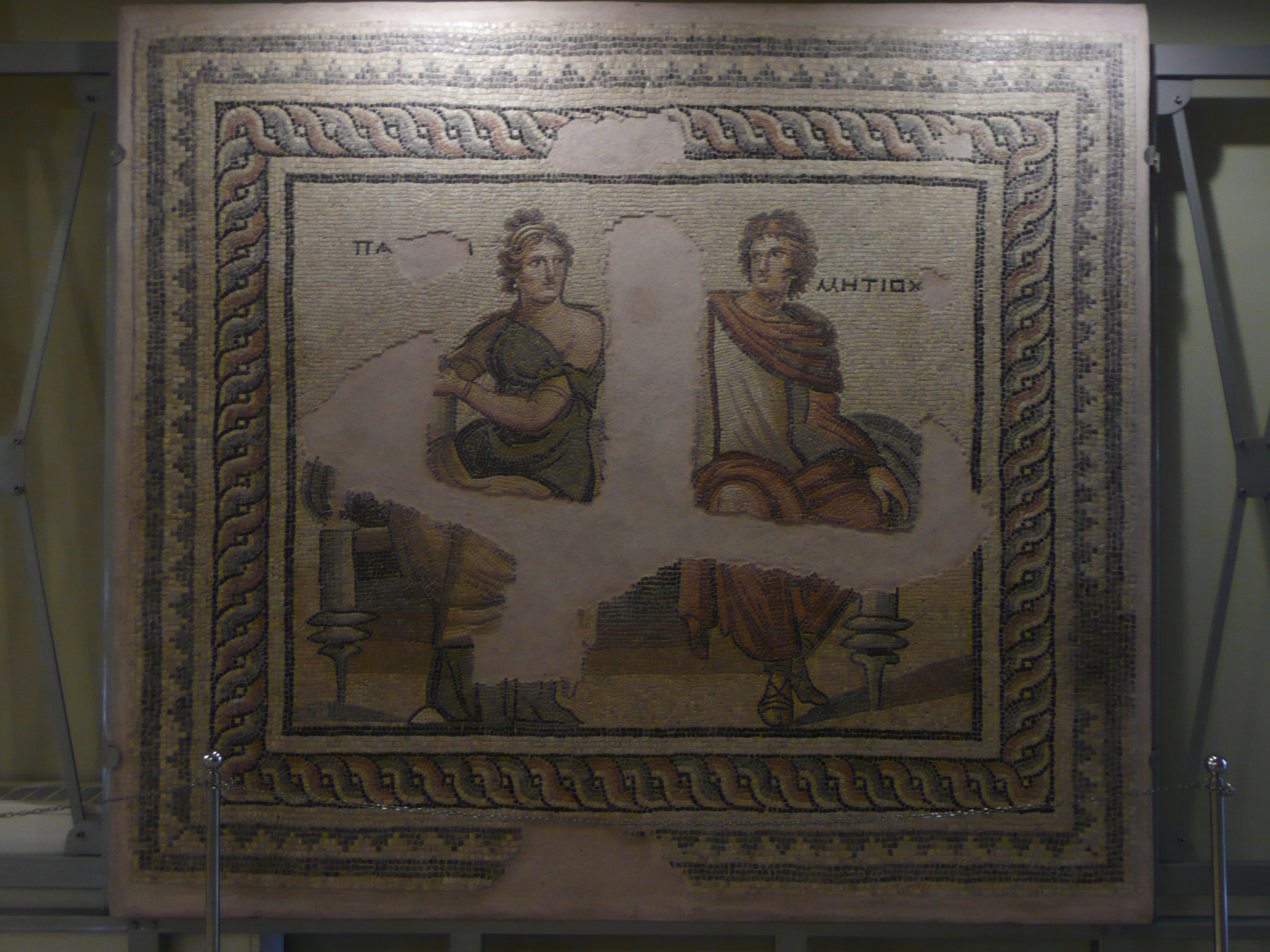
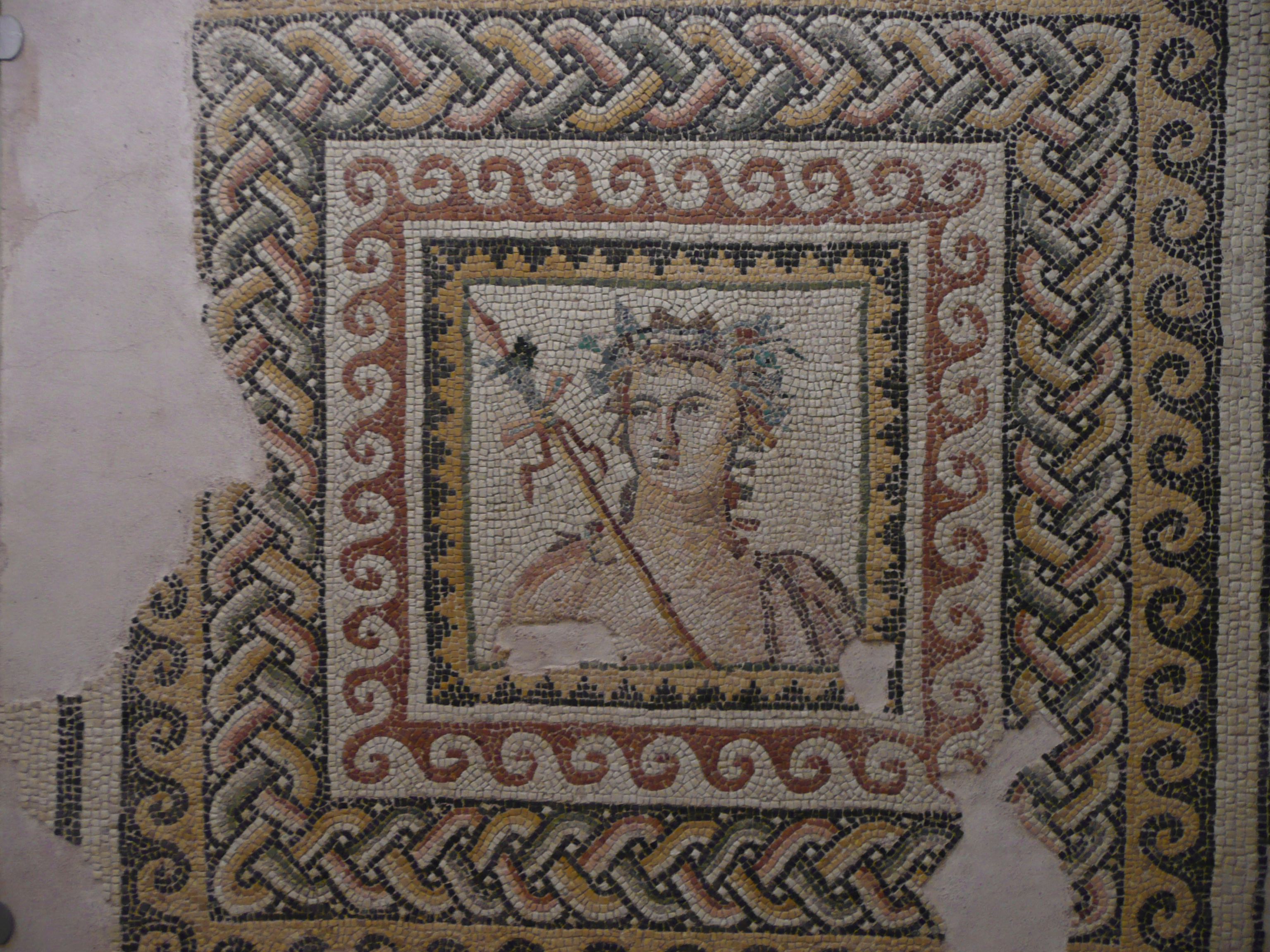
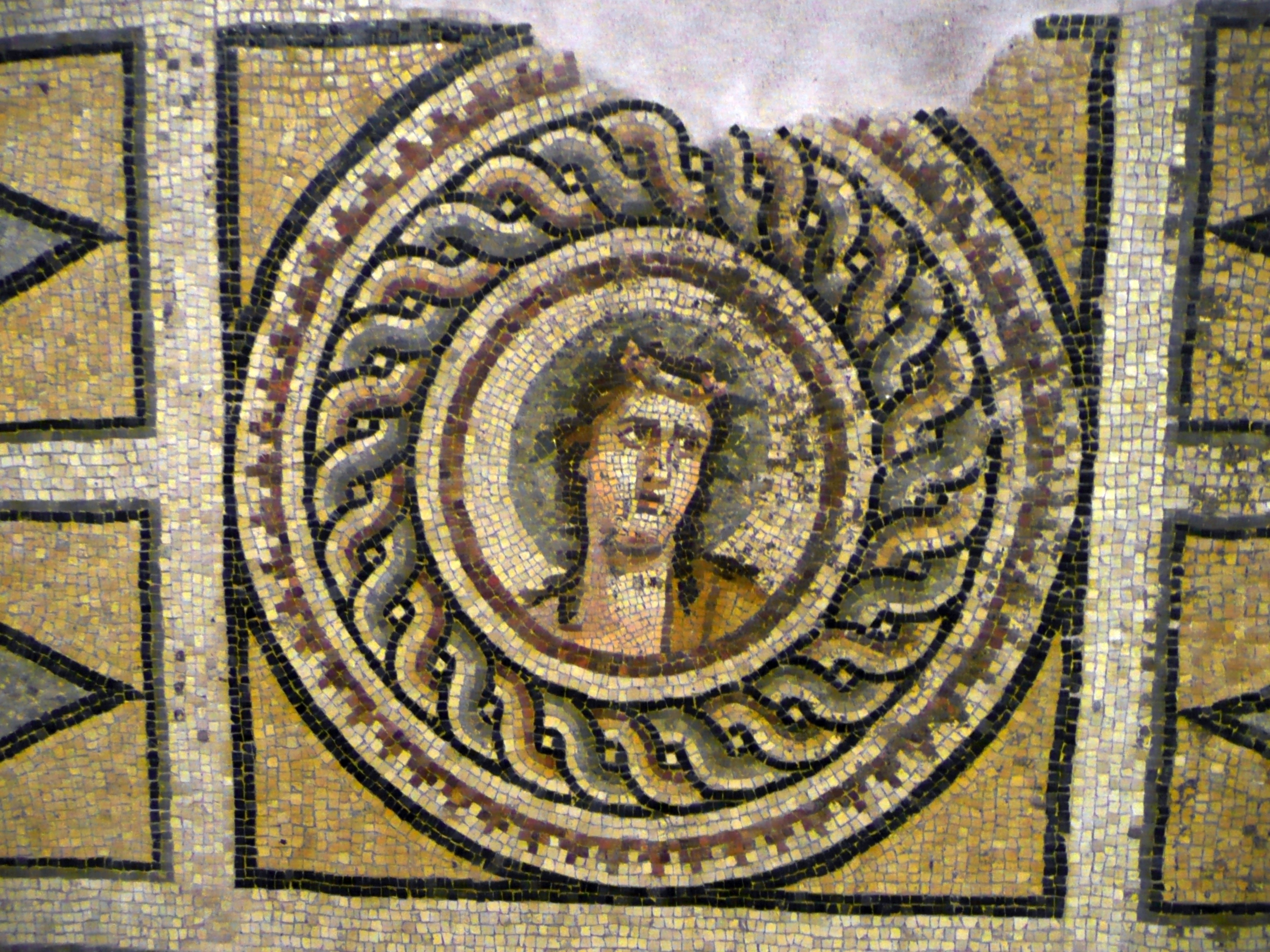
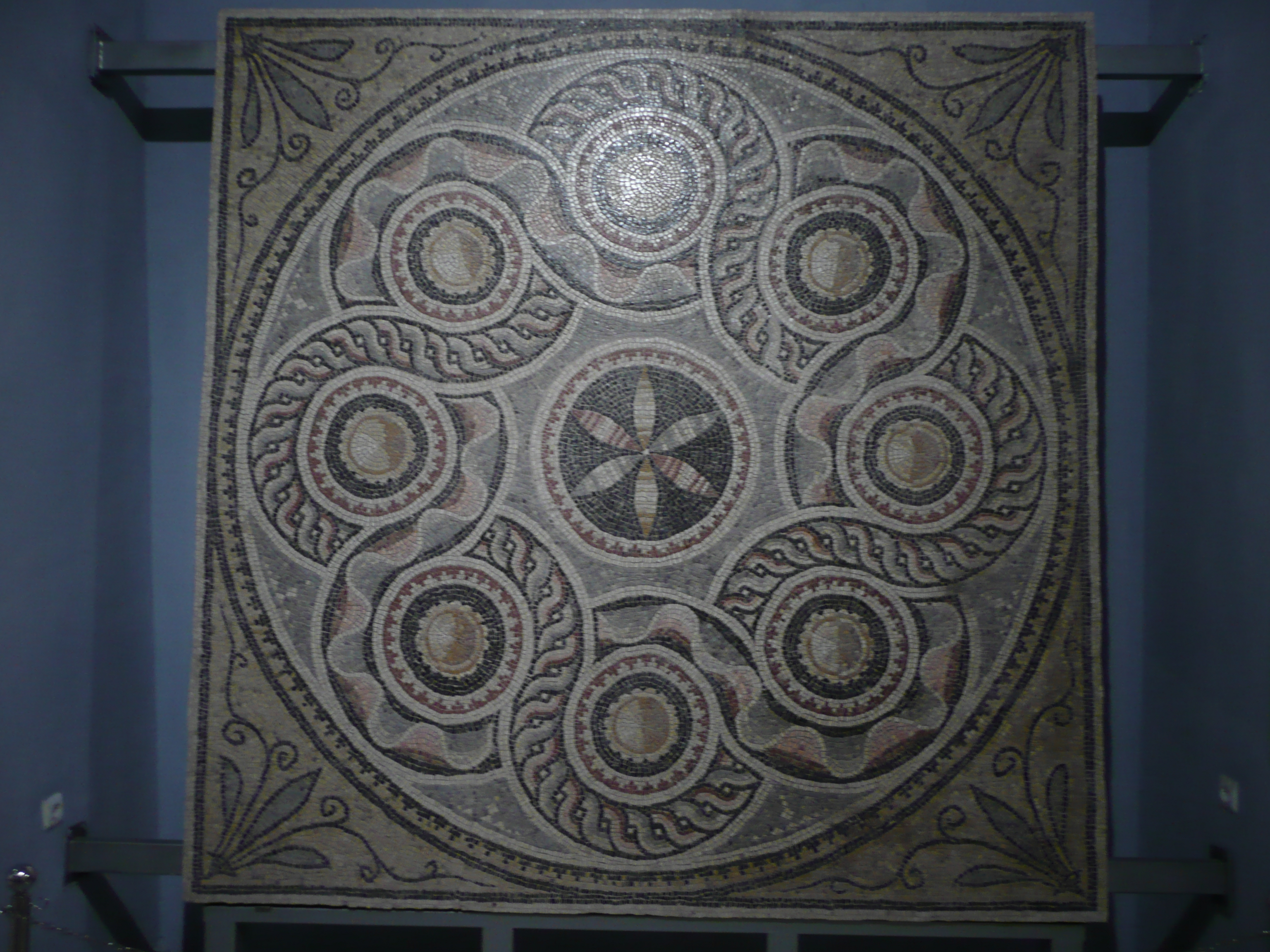
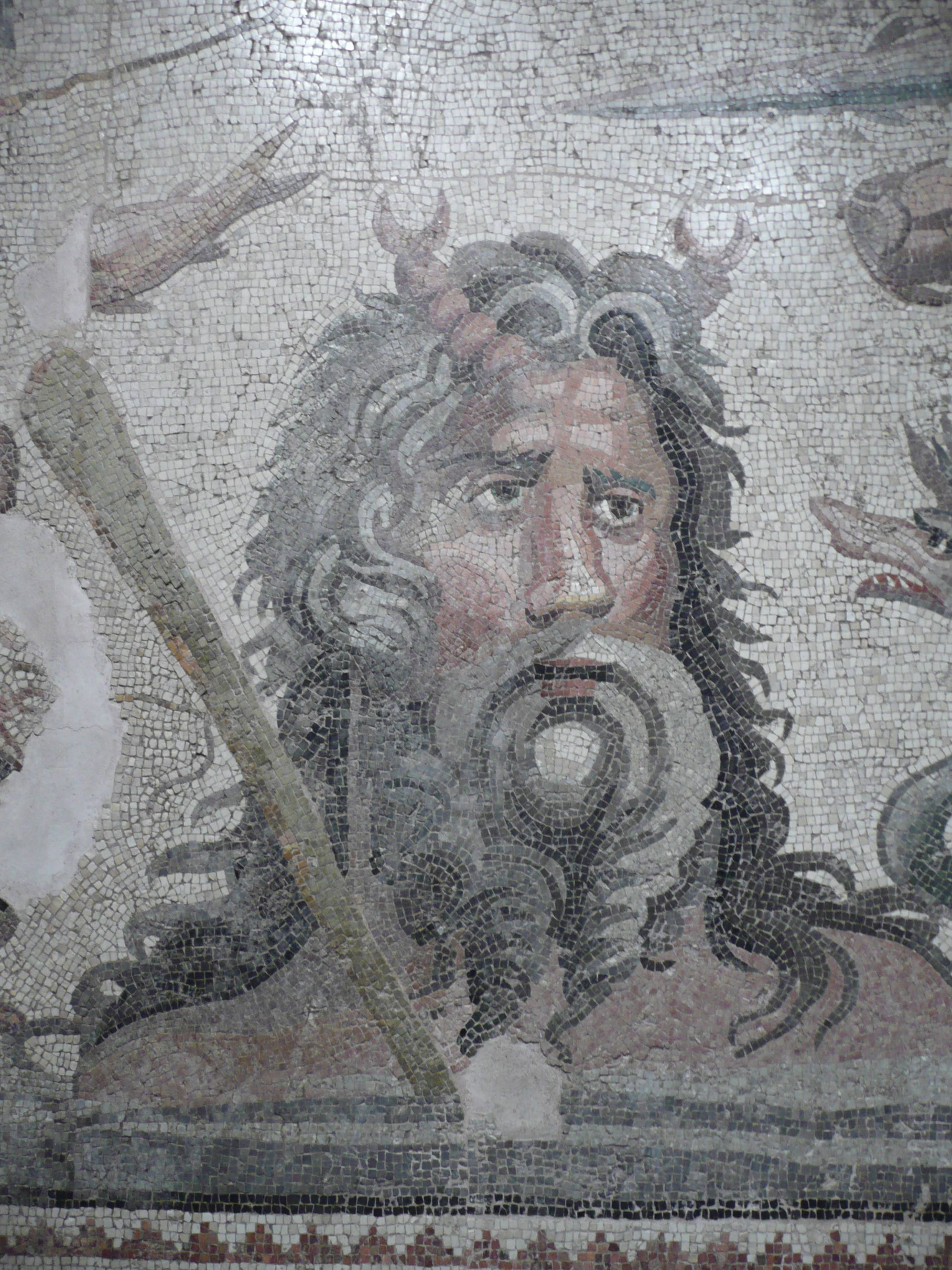
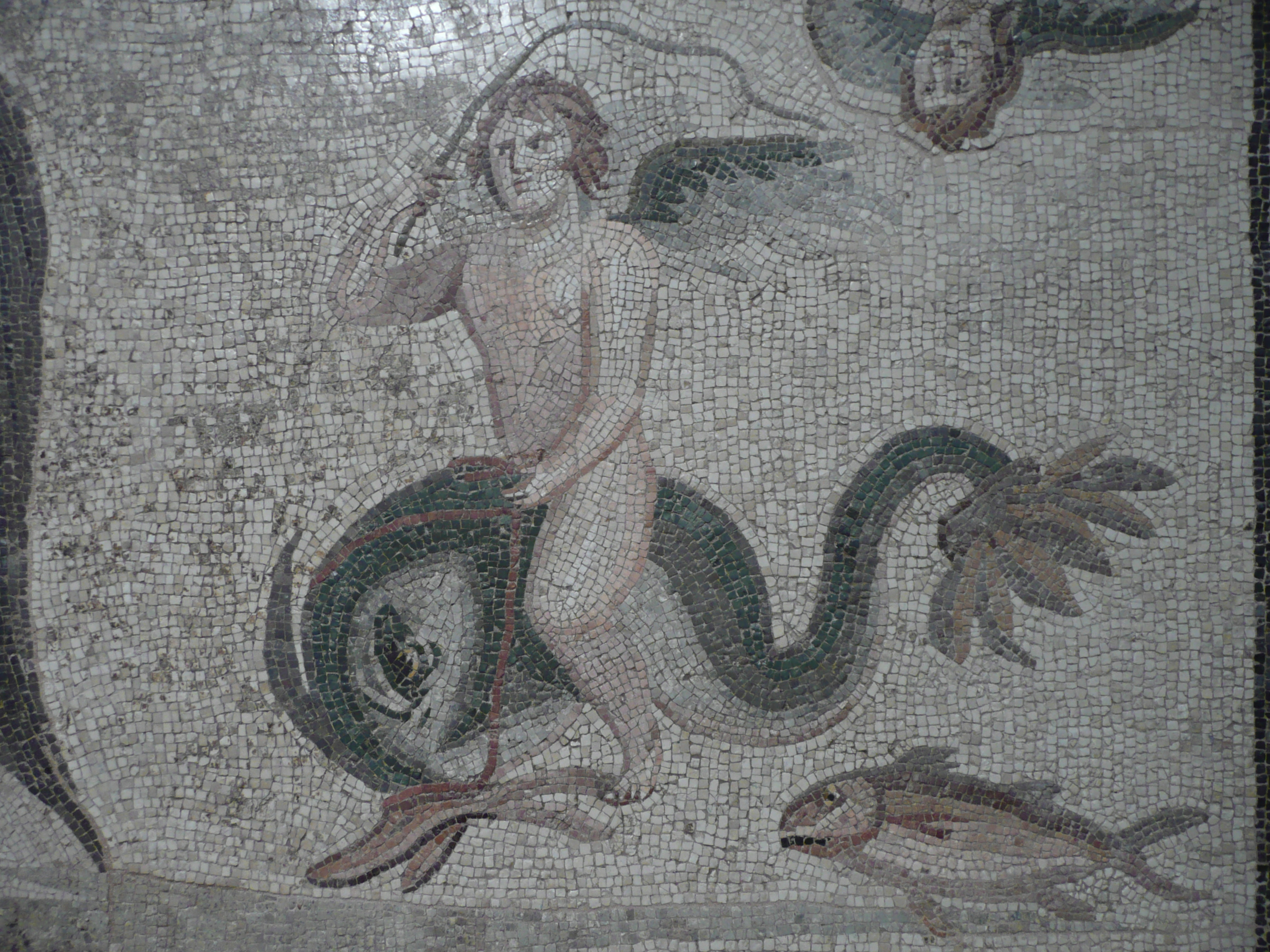